# Key to My Soul
Key to My Soul ("La llave de mi alma", en español) es el tercer álbum de estudio de la cantante pop alemana Sarah Connor. Fue publicado el 17 de noviembre de 2003 por el sello Epic Records y logró que dos sencillos fueran número 1 en Alemania: "Music Is the Key" presentando a Naturally 7 y "Just One Last Dance" presentando a Natural (dueto con el vocalista Marc Terenzi).

## Lista de canciones
| N.º | Título                                     | Escritor(es)                                              | Producer(s)    | Duración |  |
| 1.  | «Music Is the Key» (featuring Naturally 7) | Rob Tyger, Kay Denar                                      | Tyger, Kay D.  | 4:37     |  |
| 2.  | «Love Is Color-Blind» (featuring TQ)       | Tyger, Kay Denar, Terrance Quaites                        | Tyger, Kay D.  | 4:46     |  |
| 3.  | «Just One Last Dance»                      | Tyger, Denar                                              | Tyger, Kay D.  | 4:29     |  |
| 4.  | «My Intuition»                             | Tyger, Denar, Wayne Wilkins, Avril MacKintosh, Maya Singh | Tyger, Kay D.  | 4:29     |  |
| 5.  | «Daddy's Eyes»                             | Brock Landers, Stephen Shape                              | Landers, Shape | 4:08     |  |
| 6.  | «Whatcha Wearing?» (Interlude)             | Tyger, Denar                                              | Tyger, Kay D.  | 0:45     |  |
| 7.  | «¡Hasta la vista!»                         | Tyger, Denar                                              | Tyger, Kay D.  | 3:44     |  |
| 8.  | «I'm Gonna Find You (Osla Suite)»          | Tyger, Denar, Shawn Casselle                              | Tyger, Kay D.  | 4:46     |  |
| 9.  | «When Two Become One»                      | Tyger, Denar, Sarah Connor                                | Tyger, Kay D.  | 4:51     |  |
| 10. | «Are U Ready to Ride?»                     | Tyger, Denar, Casselle                                    | Tyger, Kay D.  | 3:34     |  |
| 11. | «For the People»                           | Tyger, Denar                                              | Tyger, Kay D.  | 3:19     |  |
| 12. | «I Want Some of That»                      | Diane Warren                                              | Tyger, Kay D.  | 3:38     |  |
| 13. | «At the Station» (Interlude)               | Tyger, Denar, Connor                                      | Tyger, Kay D.  | 0:44     |  |
| 14. | «Every Moment of My Life»                  | Tyger, Denar, Connor, Marc Terenzi                        | Tyger, Kay D.  | 4:15     |  |
| 15. | «Turn Off the Lights»                      | Tyger, Denar                                              | Tyger, Kay D.  | 3:23     |  |

## Posición en las listas
| Listas (2003) | Máxima posición |
| ------------- | --------------- |
| Alemania      | 8               |
| Austria       | 11              |
| Suiza         | 12              |